# Solenobia meierella
Solenobia meierella är en fjärilsart som beskrevs av Leo Sieder 1956. Solenobia meierella ingår i släktet Solenobia och familjen säckspinnare. Inga underarter finns listade i Catalogue of Life.